# Hacıismayıllı
Hacıismayıllı är en ort i Azerbajdzjan.   Den ligger i distriktet Cəlilabad Rayonu, i den sydöstra delen av landet, 180 km sydväst om huvudstaden Baku. Hacıismayıllı ligger 90 meter över havet och antalet invånare är 492.
Terrängen runt Hacıismayıllı är platt åt nordost, men åt sydväst är den kuperad. Närmaste större samhälle är Dzhalilabad, 4,7 km nordost om Hacıismayıllı.
Trakten runt Hacıismayıllı består till största delen av jordbruksmark. Runt Hacıismayıllı är det ganska tätbefolkat, med 104 invånare per kvadratkilometer.